# Нойс, Роберт
Роберт Нортон Нойс (англ. Robert Norton Noyce; 12 декабря 1927 — 3 июня 1990) — американский инженер, один из изобретателей интегральной схемы (1959), один из основателей компании Fairchild Semiconductor (1957), основатель (совместно с Гордоном Муром и Эндрю Гроувом) компании Intel (1968).
Член Национальной инженерной академии США (1969), Национальной академии наук США (1980).

## Биография
Роберт Нойс родился 12 декабря 1927 года в Берлингтоне (штат Айова). Он был третьим из четырёх сыновей преподобного Ральфа Брюстера Нойса, священника Конгрегационалистской церкви. Мать Роберта Нойса, Гарриет Мэй Нортон, была дочерью преподобного Милтона Дж. Нортона (англ. Milton J. Norton), также священника Конгрегационалистской церкви.
Несмотря на то, что оба родителя происходили из религиозных семей, сам Роберт Нойс был агностиком.
Нойс вырос в Гриннелле (штат Айова). Посещал воскресную школу. Общеобразовательную школу окончил лучшим в выпуске. Играл в школьном оркестре, пел в хоре, был активным участником латинского, научного и театрального кружков. Из характеристики в школьном ежегоднике: «парень, который знает ответы на все вопросы».
В 1949 году Нойс окончил Гриннеллский колледж в Айове со степенью бакалавра, а в 1953-м — получил степень Ph.D. по физике в Массачусетском технологическом институте.
В 1956—1957 годах работал в Shockley Semiconductor Laboratory под руководством изобретателя транзистора Уильяма Шокли, а затем вместе с семью коллегами уволился и основал одну из первых компаний по производству кремниевых полупроводников — Fairchild Semiconductor. Работая в Fairchild Semiconductor, Нойс, практически одновременно с Джеком Килби из Texas Instruments, изобрел интегральную микросхему.
В 1968 году Нойс и его давний коллега Гордон Мур основали компанию Intel. Спустя два года они создали Intel 1103 — первую запоминающую микросхему DRAM, производимую в коммерческих масштабах. Компьютерная память на полупроводниковых микросхемах скоро вытеснила распространенную в то время память на магнитных сердечниках. Нойс также был руководителем проекта Intel по созданию первого микропроцессора Intel 4004, выпущенного в 1971 году. Вскоре Intel стала лидером по производству микропроцессоров.
В 1988 году Нойс стал президентом компании Sematech, исследовательского консорциума, совместно финансируемого промышленным капиталом и правительством США с целью развития передовых технологий в американской полупроводниковой промышленности.

## Личная жизнь
В 1953 году Нойс женился на Элизабет Боттомли, которая в 1951 году окончила Университет Тафтса. Живя в Лос-Альтосе, Калифорния, у них было четверо детей: Уильям Б., Пендред, Присцилла и Маргарет. Элизабет любила Новую Англию, поэтому семья приобрела летний дом площадью 50 акров в Бремене, штат Мэн. Элизабет и дети проводили там лето. Роберт приезжал сюда летом, но летом продолжал работать в Intel. Они развелись в 1974 году.
27 ноября 1974 года Нойс женился на Энн Шмельц Бауэрс. Бауэрс, выпускница Корнельского университета, также получила почетную степень доктора философии. в Университете Санта-Клары, где она была попечителем почти 20 лет. Она была первым директором по персоналу корпорации Intel и первым вице-президентом по персоналу Apple Inc. В настоящее время она является председателем правления и попечителем-основателем Noyce Foundation.
Нойс оставался активным всю свою жизнь. Ему нравилось читать Хемингуэя, он летал на собственном самолете, а также занимался дельтапланеризмом и подводным плаванием. Нойс считал, что микроэлектроника будет продолжать развиваться по сложности и изощренности далеко за пределы ее нынешнего состояния; это привело к вопросу о том, как общество будет использовать эту технологию. В последнем интервью Нойса спросили, что бы он сделал, если бы стал «императором» Соединенных Штатов. Он сказал, что, среди прочего, «…убедится, что мы готовим наше следующее поколение к процветанию в эпоху высоких технологий. А это означает образование самых низших и самых бедных слоёв на уровне аспирантуры».

## Смерть
Нойс перенес сердечный приступ в возрасте 62 лет дома 3 июня 1990 года и позже умер в медицинском центре Сетон в Остине, штат Техас.

## Патенты Нойса
Нойс является автором 15 патентов:
- U.S. Patent 2 875 141 Method and apparatus for forming semiconductor structures, февраль 1959, Philco Corporation
- U.S. Patent 2 929 753 Transistor structure and method, март 1960, Beckmann Instruments
- U.S. Patent 2 959 681 Semiconductor scanning device, ноябрь 1960, Fairchild Semiconductor
- U.S. Patent 2 968 750 Transistor structure and method of making the same, январь 1961, Clevite Corporation
- U.S. Patent 2 971 139 Semiconductor switching device, февраль 1961, Fairchild Semiconductor
- U.S. Patent 2 981 877 Semiconductor Device and Lead Structure, апрель 1961, Fairchild Semiconductor
- U.S. Patent 3 010 033 Field effect transistor, ноябрь 1961, Clevite Corporation
- U.S. Patent 3 098 160 Field controlled avalanche semiconductive device, июль 1963, Clevite Corporation
- U.S. Patent 3 108 359 Method for fabricating transistors, октябрь 1963, Fairchild Camera и Instrument Corp.
- U.S. Patent 3 111 590 Transistor structure controlled by an avalanche barrier, ноябрь 1963, Clevite Corporation
- U.S. Patent 3 140 206 Method of making a transistor structure (соавтор William Shockley), июль 1964, Clevite Corporation
- U.S. Patent 3 150 299 Semiconductor circuit complex having isolation means, сентябрь 1964, Fairchild Camera и Instrument Corp.
- U.S. Patent 3 183 129 Method of forming a semiconductor, май 1965, Fairchild Camera и Instrument Corp.
- U.S. Patent 3 199 002 Solid state circuit with crossing leads, август 1965, Fairchild Camera и Instrument Corp.
- U.S. Patent 3 325 787 Trainable system, июнь 1967 Fairchild Camera и Instrument Corp.